# Lijst van afleveringen van Law & Order: Special Victims Unit (seizoen 17)
Dit artikel vat het zeventiende seizoen van Law & Order: Special Victims Unit samen.

## Hoofdrollen
- Mariska Hargitay - sergeant Olivia Benson
- Kelli Giddish - rechercheur Amanda Rollins
- Ice-T - rechercheur Fin (Odafin) Tutuola
- Peter Scanavino - rechercheur Dominick 'Sonny' Carisi jr.
- Raúl Esparza - assistent-officier van justitie Rafael Barba

## Terugkerende rollen
- Tamara Tunie - dr. Melinda Warner
- Elizabeth Marvel - Rita Calhoun
- Dallas Roberts - Gregory Yates
- Peter Gallagher - William Dodds
- Andy Karl - Mike Dodds
- Robert John Burke - hoofd interne zaken Ed Tucker

## Afleveringen
| Aflevering | Titel               | Schrijver                             | Regie              | Uitzenddatum VS   | Selectie gastrollen |
| --- | ------------------- | ------------------------------------- | ------------------ | ----------------- | --- |
| 1. | Devil's Dissections | Kevin Fox                             | Jean de Segonzac   | 23 september 2015 | Mary Bacon - Susie Frain Karen Tsen Lee - DNA specialist Susan Chung Purva Bedi - Sarita Charma Bronwyn Reed - Lucy Huston Jefferson Mays - dr. Carl Rudnick                                                       |
| Het SVU team wordt naar het strand gestuurd als daar een lichaam aanspoelt, op ditzelfde strand lagen de slachtoffers van seriemoordenaar Gregory Yates begraven. Rechercheur Rollins zoekt Yates op in de gevangenis om een bekentenis te krijgen voor het laatste slachtoffer, maar daar krijgt zij informatie die het team naar een andere verdachte leidt. Nu een andere verdachte tevoorschijn is gekomen wil Yates zijn veroordeling nu aanvechten in de rechtbank. |                     |                                       |                    |                   | |
| 2. | Criminal Pathology  | Kevin Fox                             | Alex Chapple       | 23 september 2015 | Delaney Williams - John Buchanan Vincent Curatola - rechter Al Bertuccio Max Baker - Colin Bennett Dan Daily - Bob Hencamp Jefferson Mays - dr. Carl Rudnick                                                       |
| Het SVU team besluit nu het onderzoek naar de moorden van seriemoordenaar Gregory Yates te heropenen, dit nadat het ontbonden lichaam van zijn verloofde wordt gevonden. Het bewijs leidt hen naar de adjunct-directeur van het medisch onderzoeksteam Carl Rudnick, hij kan zijn connecties in het verleden met Yates niet verklaren. Assistent-officier van justitie Rafael Barba draagt het team nu op om zoveel mogelijk bewijs te verzamelen tegen Rudnick zodat hij hem kan aanklagen. In de rechtbank roept Rudnick de hulp in van twee zwaargewichten als advocaat die hem moeten verdedigen. Ondertussen ontdekt rechercheur Rollins dat zij zwanger is. |                     |                                       |                    |                   | |
| 3. | Transgender Bridge  | Julie Martin Warren Leight            | Arthur W. Forney   | 30 september 2015 | Adrienne C. Moore - Cheryl McCrae Dante Brown - Darius McCrae Danny Burstein - Eric Parker Rebecca Luker - Lisa Parker Hari Dhillon - advocaat Varma Jessica Phillips - Pippa Cox                                  |
| Wanneer drie jongens een tiener een transgender treiteren eindigt dit dramatisch: het slachtoffer valt van een brug en loopt een beenbreuk en hersenschudding op. Het SVU team wordt op onderzoek uitgestuurd en komt uit bij drie tieners. Darius, de initiatiefnemer heeft spijt en schrijft een roerende excuusbrief aan het slachtoffer. Direct daarop krijgt ze een hartstilstand door een vetembolie ten gevolge van de beenbreuk. Omdat de breuk op zijn beurt veroorzaakt was door de mishandeling legt de OvJ die onder zware publieke druk staat, doodslag aan Darius ten laste. Bovendien wordt de jongen ondanks zijn minderjarigheid als volwassene berecht en wordt de daad als haatmisdrijf aangemerkt. Bittere spijtbetuigingen van Darius, getuigenissen van de lerares en een psychiater, en zelfs van de vader van het slachtoffer waarbij de brief zelfs de rechter ontroert, hebben geen succes. Hoewel ze geroerd is kan ze haar ogen niet sluiten voor deze dodelijke mishandeling omwille van het feit dat het slachtoffer transgender was, en ze legt Darius 7 jaar gevangenisstraf op. |                     |                                       |                    |                   | |
| 4. | Institutional Fail  | Samantha Corbin-Miller                | Martha Mitchell    | 7 oktober 2015    | Whoopi Goldberg - Janette Grayson John Magaro - Keith Musio Joseph Lyle Taylor - Mickey D'Angelo Jessica Pimentel - Manuela Ozuna Yvonna Kopacz Wright - dr. Darby Wilder                                          |
| Wanneer een moeder beschuldigt wordt van kinderverwaarlozing, nadat haar kind stervend op straat wordt gevonden, gaat het SVU team op onderzoek uit. Het team wordt verrast als zij nog een verwaarloosd kind bij deze moeder vinden. Zij spreken dan met de maatschappelijk werker die verantwoordelijk was voor het gezin, en ontdekken dat hij het gezin al voor maanden niet bezocht had. De maatschappelijk werker beschuldigt zijn baas dan van het bewust vervalsen van het dossier van het gezin. Tijdens hun verder onderzoek sterft het kind, en dan besluit assistent-officier van justitie Rafael Barba de kinderbescherming aan te klagen voor doodslag op het kind. Ondertussen krijgt brigadier Benson van haar baas te horen dat zij promotie krijgt tot inspecteur. |                     |                                       |                    |                   | |
| 5. | Community Policing  | Kevin Fox                             | Jean de Segonzac   | 14 oktober 2015   | Isiah Whitlock jr. - kapitein Reece Michael Potts - Cole Draper Leslie Odom jr. - eerwaarde Curtis Scott Scott William Winters - Joe Dumas K. Todd Freeman - mr. Reynolds                                          |
| Tijdens een achtervolging op een verdachte van een verkrachting, schieten de rechercheurs van SVU een ongewapende zwarte man dood. Bureau interne zaken onderzoekt de schietpartij, maar dan brengt DA Barba onder grote druk van de burgemeester de betrokken rechercheurs voor de grand jury om hen aan te kunnen klagen voor moord. Benson gelooft in de onschuld van haar rechercheurs en dat zij de juiste procedure hebben gevolgd. DA Barba is het hier echter niet mee eens en dit zorgt voor een grote spanning tussen de SVU en het openbaar ministerie. |                     |                                       |                    |                   | |
| 6. | Maternal Instincts  | Robert Brooks Cohen                   | Michael Pressman   | 21 oktober 2015   | Virginia Madsen - Beth Anne Rollins Lindsay Pulsipher - Kim Rollins Zach McGowan - Anton Krasnikov Jason Cerbone - Lorenzo Desappio Tabitha Holbert - Rose Caliay                                                  |
| Tijdens een Babyshower, die georganiseerd is door de moeder van Rollins, worden de rechercheurs opgeroepen voor een verkrachtingszaak. In een hotel werd een violist verkracht door een fluitist genaamd Anton. Anton kan echter niets meer herinneren van zijn daden, en verklaart dat hij gedrogeerd en beroofd werd door een escortmeisje. Terwijl SVU de beelden van de beveiligingscamera bekijkt, ontdekt Rollins dat haar voortvluchtige zus Kim Anton heeft bestolen. Nu moet Rollins haar zus vinden voordat haar collega’s dit geheim ontdekken. Ondertussen introduceert chief Dodds zijn zoon Mike als de nieuwe brigadier van SVU. |                     |                                       |                    |                   | |
| 7. | Patrimonial Burden  | Warren Leight Julie Martin            | Martha Mitchell    | 4 november 2015   | Geneva Carr - Pam Baker Victoria Leigh - Lane Baker Ryan Devlin - Gregory Eldon Karen Tsen Lee - DNA specialist Susan Chung Richard Poe - rechter Elias Barnes                                                     |
| Het team wordt gedwongen onderzoek te doen naar een 13-jarige zwangere Lane Baker van een beroemde realityfamilie met 10 kinderen. Als zij eindelijk toestemming krijgen van de ouders bekent Lane dat zij seks heeft gehad met de cameraman. De cameraman wordt onderworpen aan een verhoor, daar verklaart hij echter dat hij kan bewijzen dat Lane haar broer Graham beschermt. Graham heeft een verleden van verschillende beschuldigingen van seksueel misbruik. Als het team de familie aan een onderzoek onderwerpen realiseren zij er bewijzen zijn voor een doofpot, en niet alleen in de familie maar ook in de kleine dorpsgemeenschap. Uiteindelijk blijkt dat de pastoor Lane en daarvoor haar zus heeft bezwangerd en Graham opzettelijk de schuld toespeelt. Ondertussen ondervindt Rollins gezondheidsproblemen door haar zwangerschap en wordt verplicht bedrust te houden. |                     |                                       |                    |                   | |
| 8. | Melancholy Pursuit  | Brianna Yellen Samantha Corbin-Miller | Michael Pressman   | 11 november 2015  | Alexandra Wentworth - vrouw in het park Angelica Page - mrs. Evans Ross Gibby - Patrick Evans Brian Avers - George Marino Nick Cordero - Robby Marino Joanna Bonaro - Camille Marino                               |
| Wanneer een vijftienjarig meisje wordt vermist, wordt SVU opgeroepen om haar te zoeken. Als het meisje dood wordt gevonden, wordt deze zaak te veel voor brigadier Dodds. De zaak krijgt een doorbraak wanneer dr. Warner een DNA-spoor op het meisje vindt. Dit leidt naar een gedeeltelijke match met een man, hieruit blijkt dat de dader een halfbroer van hem moet zijn geweest. Ze sporen de inmiddels overleden vader op die verschillende kinderen heeft verwekt bij verschillende vrouwen, wat Benson al snel hoofdpijn bezorgt. Het team onderzoekt nu de complexe geschiedenis van deze man en zijn familie, en ondertussen raakt Dodds vastbesloten om de dader te vinden. Uiteindelijk wordt deze gepakt een de hand van zijn DNA. |                     |                                       |                    |                   | |
| 9. | Depravity Standard  | Ed Zuckerman                          | Martha Mitchell    | 18 november 2015  | Tom Sizemore - Lewis Hodda Joe Grifasi - rechter Hashi Horowitz Liza Colón-Zayas - Delores Rodriguez Alex Karpovsky - Stephen Lomatin Mili Avital - Laurie Colfax BD Wong - dr. George Huang                       |
| Drie jaar geleden arresteerde Benson Lewis Hoda, nu weigert hij echter een strafvoorstel aan te nemen voor ontvoering. Wanneer de ouders van de ontvoerde jongen Hoda beletten te getuigen in de rechtszaak, moet DA Barba proberen Hoda aan te klagen voor een moordzaak uit 1999 die Benson behandeld heeft. Hierin wordt de ondervragingstactiek van Benson onder vuur genomen als de verdedigingsadvocaat dr. Huang inhuurt, de voormalige collega van SVU. Ondertussen gaat Rollins bevallen, maar ondervindt al snel moeilijkheden. |                     |                                       |                    |                   | |
| 10. | Catfishing Teacher  | Kevin Fox                             | Michael Slovis     | 6 januari 2016    | Michael Gaston - Donald Bazinski Kelli Barrett - Phoebe Burnap Missy Crider - Serena Foster Erik Heger - Cole Foster Noah Fleiss - Nat Dennehy Ted Sutherland - Zack Foster                                        |
| Een lerares van de highschool heeft seks met twee van haar studentes. Zack Foster, een andere student, krijgt een sms van de lerares met daarin het bericht om haar te ontmoeten op het station en dat hij zijn paspoort moet meenemen. Zack komt daar aan en ziet dan nergens de lerares, dan wordt hij ontvoerd door zijn worstelcoach. Zack wordt meegenomen naar een hutje in Pennsylvania, daar wordt hij gevonden door het SVU team dat ontdekt dat de coach een seriemisbruiker is en de jongen opzettelijk had gecatfished. De lerares verkrijgt immuniteit vanwege haar medewerking met de politie maar wordt direct door de school geschorst. Tijdens de rechtszaak tegen de worstelcoach weigeren de ouders van Zack dat hij gaat getuigen. Nu moeten de rechercheurs zich wenden naar een ander slachtoffer, Nat Dennehy, die nog steeds in New York woont. Nat weigert aanvankelijk te getuigen tegen de coach, maar komt dan met een bekentenis van de coach die hij letterlijk uit hem heeft geslagen door hem een nacht lang te martelen. De coach overlijdt en Nat zegt blij te zijn voor het eerst in zijn leven een nacht rustig te hebben geslapen. Hierop wordt hij gearresteerd wegens moord met voorbedachten rade. |                     |                                       |                    |                   | |
| 11. | Townhouse Incident  | Brianna Yellen                        | Nick Gomez         | 13 januari 2016   | Joe Reegan - Joe Utley Amber Skye Noyes - Roxie Volkov James McMenamin - Ralph Volkov Wendy Hoopes - Lisa Crivello Cole Bernstein - Tess Crivello Jack Gore - Luca Crivello                                        |
| De babysitter, die voor Benson werkt, maakt zich zorgen over een andere moeder waar zij ook voor werkt. Benson kijkt naar deze moeder, en ontdekt al snel dat er sprake is van een grote vijandigheid in de familie wanneer zij bij een bezoek gegijzeld wordt. Benson wil de familie en zichzelf beschermen door in het hoofd van de gijzelnemer te komen, dit terwijl buiten het SVU team een inval aan het voorbereiden zijn. |                     |                                       |                    |                   | |
| 12. | A Misunderstanding  | Céline C. Robinson                    | Mariska Hargitay   | 20 januari 2016   | Delaney Williams - John Buchanan Charlie Ray - Abby Stewart Jonathan Walker - mr. Stewart Pamela Gray - Laura Stewart Sean Grandillo - Chris Roberts Olivia Birkelund - Ellen Roberts John Hickok - Dennis Roberts |
| Een zoenpartij op een highschool loopt uit de hand als de 18jarige Chris te ver gaat met de 15jarige Abby en haar protesten niet hoort of negeert: hij betast haar vagina en ejaculeert op haar jurk. De bewijzen zijn duidelijk maar het is hij zei, zij zei en de zaak escaleert terwijl zowel Chris als Abby het met een ´sorry´ hadden willen afdoen. Chris weigert schuld te bekennen ook al loopt hij het risico tot een gevangenisstraf te worden veroordeel als het voorkomt, omdat hij niet als zedendelinquent geregistreerd wil worden. Het wordt moeilijk voor DA Barba om de schuldige voor het gerecht te brengen maar hij heeft geen keus. Chris wordt uiteindelijk vrijgesproken van 2 aanklachten en schuldig bevonden aan ééntje wat al te veel is voor hem omdat hij nu een geregistreerde zedendelinqeunt wordt en voor Abby´s ouders nog veel te weinig. Terwijl de vaders bijkans op de vuist gaan wil Abby Chris haar excuses aanbieden maar ze worden door de ruzieënde volwassenen uitelkaar getrokken. |                     |                                       |                    |                   | |
| 13. | Forty-One Witnesses | Robert Brooks Cohen                   | Michael Pressman   | 3 februari 2016   | Abby Miller - Libby Parker Patrick Breen - Doug Nelson Allyce Beasley - mrs. Weissman Daveed Diggs - Henderson Yvonna Kopacz Wright - dr. Darby Wilder                                                             |
| Het SVU team onderzoekt een verkrachting van een gedrogeerde vrouw voor haar woning. Zij ontdekken al snel, tot hun ontzetting, dat er diverse getuigen waren die geen hulp inschakelde en haar niet te hulp schoten. Terwijl de vrouw zichzelf probeert te dwingen te herinneren over wat er gebeurd is, moeten Benson en Barba de confrontatie aangaan met de getuigen die verklaren niets gezien te hebben. Allemaal beweren ze dat ze dachten dat anderen 112 wel zouden bellen, waren ze bang, of wilden ze zich niet met andermans zaken bemoeien, een typisch voorbeeld van het omstandereffect. Een getuige had 112 geprobeerd te bellen en bekocht dit met een pak slaag en diefstal van haar telefoon door de daders, omdat ze buiten westen was toen de verkrachting plaatsvond is haar verklaring niet erg sterk. Het onderzoek krijgt een doorbraak als Carisi een getuige kan overhalen om te getuigen in de rechtbank over wat er werkelijk gebeurd is: een buurman die de hele verkrachting had gezien maar dit had verzwegen. Door zijn verklaring draaien de daders alsnog de gevangenis in en hij zegt tegen zijn buurvrouw dat het hem spijt. Zij antwoordt dat het haar ook spijt, daarmee implicerend dat het niet meer goed komt tussen hen. Hij had immers de verkrachting kunnen voorkomen en had, evenals de rest van de buurt, niets gedaan. |                     |                                       |                    |                   | |
| 14. | Nationwide Manhunt  | Warren Leight Julie Martin            | Alex Chapple       | 10 februari 2016  | Jon Seda - rechercheur Antonio Dawson Sophia Bush - rechercheur Erin Lindsay Jason Beghe - brigadier Hank Voight Kevin Kane - Bowman Robin de Jesus - Jose Silva Jefferson Mays - dr. Carl Rudnick                 |
| Deze aflevering is een cross-over met Chicago P.D.. Wanneer Gregory Yates, die zij samen met brigadier Voight uit Chicago hebben gearresteerd, haar verteld dat sommige lichamen die gevonden zijn op het strand een connectie hebben met Chicago belt zij Voight. Hij stuurt rechercheurs Lindsay en Dawson naar New York om Yates te ondervragen. Wanneer Benson, Barba en Dodds op weg zijn naar de gevangenis om hem nogmaals te ondervragen ontdekken zij dat Yates samen met de medegevangene dr. Carl Rudnick ontsnapt is. Dit zorgt ervoor dat er een enorme klopjacht geopend wordt om hen te pakken te krijgen. |                     |                                       |                    |                   | |
| 15. | Collateral Damages  | Samantha Corbin-Miller                | Rosemary Rodriguez | 17 februari 2016  | Jessica Phillips - A.D.A. Pippa Cox Ned Eisenberg - Roger Kressler Danny Johnson - Teddy 'Brown Sugar' Hawkins George Morfogen - mr. Markowitz Sarah Mezzanotte - Amber                                            |
| Het SVU team gaat undercover om zo Teddy Hawkins, een voormalige bokskampioen te arresteren die verdacht wordt van seks met minderjarigen. Na de arrestatie maakt de verdachte een regeling met Barba door pedofielen op te geven die foto's uitwisselen van kinderporno. Het team kan een locatie achterhalen van een kinderpornoverzamelaar, maar ontdekken dan dat deze niemand minder is dan commissaris Hank Abraham. Na lang tegenstribbelen en het dreigement dat de FBI 5 jaar gevangenisstraf per afbeelding zal eisen, gaat Abraham uiteindelijk akkoord met 4 jaar celstraf van staatswege opgelegd. Zijn carrière en die van zijn vrouw die OvJ is, alsmede zijn gezin, zijn volledig verwoest. Ondertussen verklaart Teddy Hawkins dat hij grote spijt van zijn 'misstap' heeft en zet onder publieke loftuitingen een fonds van 1 miljoen dollar op voor misbruikte kinderen. Hawkins komt ermee weg, Hank Abraham en zijn gezin moeten boeten. Ondertussen krijgt Dodds een functie aangeboden bij de antiterrorisme afdeling dat geleid wordt door zijn vader. Hij besluit echter bij de SVU te blijven, dit tot ergernis van zijn vader. |                     |                                       |                    |                   | |
| 16. | Star-Struck Victims | A. Zell Williams                      | Michael Pressman   | 24 februari 2016  | Delaney Williams - John Buchanan James Madio - Noel Panko Vivien Cardone - Kristi Cryer Craig Bierko - Bobby D'Amico Ami Brabson - rechter Karyn Blake                                                             |
| Wanneer vlogger Kristi Cryer een barkeeper beschuldigt van seksuele aanranding gaat het team op onderzoek uit. Tijdens het onderzoek komt men tot de ontdekking dat zij ook aangerand werd door de beroemde acteur Bobby D'Amico, die banden heeft met de NYPD. Door het magere bewijs, en het schone strafblad van D'Amico besluit Barba de beschuldigingen tegen hem te laten vallen. Dit laat Rollins besluiten zelfstandig een undercover actie uit te voeren tegen D'Amico. Nadat zij wel bewijs heeft gevonden voor de aanranding wordt D'Amico aangeklaagd. Dit bewijs is echter niet toelaatbaar en door het handig te spelen weet Buchanon de acteur vrij te laten spreken. Dan duikt het filmpje van Rollins ineens op en de reputatie van de acteur wordt door het slijk gehaald. Benson roept Rollins bij haar maar Rollins zweert hoog en laag dat zij het filmpje niet heeft gelekt. Dodds laat weten dat hij Rollins gelooft omdat hij weet wie het wel gelekt heeft. |                     |                                       |                    |                   | |
| 17. | Manhattan Transfer  | Julie Martin                          | Alex Chapple       | 2 maart 2016      | Abigail Savage - Nina Kelly Jonathan Cake - bisschop Mulregan Michael Potts - brigadier Cole Draper John Ales - rechercheur Tom Russo J.D. Williams - rechercheur Anton Jefferson Mary B. McCann - Didi Denzler    |
| SVU voert een undercover operatie uit in een seksfeestje waar minderjarige meisjes worden aangeboden en belangrijke publieke figuren aan deelnemen, maar nadat er arrestaties zijn gepleegd wordt duidelijk dat Zedenzaken ook met een undercoveroperatie bezig was. Benson wordt nu door de baas van Zedenzaken onder druk gezet om haar operatie te laten vallen. Dit doet haar besluiten om hulp te vragen aan hoofd interne zaken Ed Tucker voor te kijken hoever de politie hierin betrokken is, omdat normaal gesproken een undercoveroperatie bekend zou moeten zijn. Tucker ontdekt dat zijn neef, die priester is van een nabijgelegen katholieke kerk, de slachtoffers kent. Hij was betrokken bij een katholieke meisjesschool vanwaar minderjarige meisjes voor de seksfeestjes waren gerekruteerd. Als hij zijn neef opzoekt, verandert dit al snel in een verdenking. Wanneer Barba informatie krijgt over de zaak van de bisschop van de katholieke kerk, onthult hij tegenover Benson dat Tucker misschien misdrijven verbloemt dat door de andere afdeling zijn gepleegd. Inmiddels wordt een meisje dat een mogelijke getuige is, het zwijgen opgelegd met een overdosis heroïne. Benson bekent dan dat zij een romantische relatie heeft met Tucker. Dit zorgt ervoor dat zij geschorst wordt van de zaak en waarschijnlijk ook van de SVU. Van hogerhand wordt ze op non-actief gezet, Dodds neemt het bevel tijdelijk over.                                           |                     |                                       |                    |                   | |
| 18. | Unholiest Alliance  | Kevin Fox Brendan Feeney              | Jean de Segonzac   | 23 maart 2016     | Jonathan Cake - monseigneur Mulregan Abigail Savage - Nina Kelly John Ales - rechercheur Tom Russo J.D. Williams - rechercheur Anton Jefferson                                                                     |
| Het SVU team probeert een seksbende te ontmaskeren die connecties heeft met een overheidskantoor, het politiekantoor en de Katholieke Kerk. Dit gaat niet makkelijk nu Benson van haar bevel is ontheven en Barba onder druk staat Tucker tot zondebok te maken. Een non die de meisjes helpt wordt inmiddels gedood en een tweede meisje krijgt een overdosis maar overleeft dit. De agenten van Zedenzaken verklaren dat Tucker zich via chantage toegang tot de seksfeestjes had verschaft, en de Kerk nagelt de politie openlijk aan de schandpaal. Dan ontdekt SVU dat Tuckers neef veel geld heeft voor iemand met een priesterssalaris, en eenmaal klemgezet bekent hij dat hij door de bisschop gechanteerd was met zijn homoseksuele escapades en omgekocht om meisjes uit te zoeken die de bisschop en andere kerkelijke hoogwaardigheidsbekleders konden prostitueren op seksfeestjes die door hoge waardigheidsbekleders werden bezocht. De wederdienst was welwillendheid van de hoge overheidsbeambten jegens de Kerk, die recentelijk al zo onder vuur lag. Dit brengt de bal aan het rollen, de agentenzaken van Zedenzaken (die in ruil voor de politie de andere kant op laten kijken mochten meedoen en helemaal niet undercover maar deelnemers waren) bekennen dat ze Tucker belasterd hadden, en verschillende kerkelijke en publieke hoogwaardigheidsbekleders verdwijnen achter de tralies.                                                                        |                     |                                       |                    |                   | |
| 19. | Sheltered Outcasts  | Ed Zuckerman                          | Mariska Hargitay   | 30 maart 2016     | Michael Rapaport - Richie Caskey Scott Grimes - Tom Zimmerman Leo Fitzpatrick - Leo Fitzpatrick Lisa Arrindell - Robin Daughtry                                                                                    |
| Carisi werkt vanwege verkrachtingen in de omgeving undercover in een daklozenopvang, in een speciale sectie voor vervroegd vrijgelaten zedendelinquenten die door hun straf of de van rechtswege opgelegde gebiedsverboden dakloos zijn geworden. Carisi raakt betrokken bij Richie Casky, die hem redt van boze buurtbewoners die het recht in eigen hand willen nemen. Casky, die in een dronken bui een vrouw had verkracht en hiervoor gevangenisstraf heeft uitgezeten, lijkt een modelbewoner die vastbesloten is zijn tweede kans te grijpen. Zijn alibi klopt echter niet, hij was laat voor een groepssessie, en het lijkt alsof hij aan de verkrachtingen gelinkt kan worden. Als de begeleidster wordt verkracht en vermoord wordt hij dan ook als verdachte gearresteerd, maar uiteindelijk blijkt niet hij maar zijn advocaat de dader. De advocaat was het er namelijk om te doen om de schuld op voor de hand liggende verdachten af te schuiven, te weten zijn klanten, die immers al geregistreerde zedendelinquenten zijn. Carisi biedt zijn excuses aan dat hij aan Casky heeft getwijfeld en Casky zegt dat hij er als geregistreerde zedendelinquent mee zal moeten leven dat de mensen aan hem twijfelen. |                     |                                       |                    |                   | |
| 20. | Fashionable Crimes  | Penelope Koechl Jill Lorie Hurst      | Martha Mitchell    | 4 mei 2016        | Griffin Dunne - Benno Gilbert Richard Belzer - John Munch Sandrine Holt - Nora Wattan Hari Dhillon - Sunil Varma                                                                                                   |
| Een aankomende model beschuldig haar beroemde fotograaf van verkrachting, en dat de assistent van de fotograaf niets heeft gedaan om hem te stoppen. Het SVU-team krijgt hulp van hun voormalige collega John Munch, die voormalige cliënten van de fotograaf ondervraagt. Deze bekennen dat de fotograaf hen onder druk had gezet voor het hebben van seks. Zij willen echter niet tegen hem getuigen, uit vrees dat dit hun carrière kan beschadigen. De broer en manager van de fotograaf organiseert direct een solide verdediging. Dan wordt de fotograaf vermoord, en de verdenking valt direct op het agressieve vriendje van het slachtoffer. Maar Carisi, die zelf oudere broer is, achterhaalt de ware dader. Het is de oudere broer van de fotograaf, die het zat was voortdurend diens rotzooi te moeten opruimen. |                     |                                       |                    |                   | |
| 21. | Assaulting Reality  | Brianna Yellen Robert Brooks Cohen    | Alex Chapple       | 11 mei 2016       | Larisa Oleynik - Lizzie Bauer Mather Zickel - John Valentine Rachael Emrich - Gigi Danson Comfort Clinton - Melanie Connor                                                                                         |
| Een deelnemer van de realityshow Heart's Desire beweert dat zij, waarschijnlijk onder invloed van een verdovend middel, door een andere deelnemer verkracht is en het SVU team komt in actie. De deelnemers en producers blijken ook buiten de show goed in toneelspelen want de politie krijgt tegenstrijdige en ontwijkende verklaringen. Wanneer de beschuldigde ondervragen blijkt deze de verkrachting niet te hebben kunnen gepleegd. De politie zet de makers onder druk en dwingen hen al het verborgen cameramateriaal van de show te overhandigen, waaruit blijkt dat een andere man in het huis de schuldige is. De makers verklaren vervolgens op televisie dat zij degenen waren die het echte speurwerk hadden verricht en de camerabeelden hadden nageplozen, en gooien de dader en een van hun medewerkers en passant onder de bus en zetten de politie voor schut. Het SVU-team realiseert zich dat de producenten van de show met bewijzen hebben gesjoemeld, en zij verklaren dat dit in opdracht gebeurde van de hoofdproducent. Eerst wilde hij de verkrachting onder de tafel vegen (temeer daar hij de dader had aangemoedigd met het slachtoffer naar bed te gaan) en daarna hebben ze een gemanipuleerd verhaal naar buiten gebracht. Door de verraden medewerkster van afluisterapparatuur te voorzien weet SVU de producenten te betrappen maar de straf is voor hen een lachertje terwijl voor de medewerkster en het slachtoffer hun carrières verwoest zijn. |                     |                                       |                    |                   | |
| 22. | Intersecting Lives  | Julie Martin Warren Leight            | Jonathan Starch    | 18 mei 2016       | Bill Duke - Ed Pastrino Krystal Joy Brown - Charisse McCabe Karina Logue - Lisa Munson Ernest Waddell - Ken Randall Brad Garrett - Gary Munson                                                                     |
| De zoon van Fin, Ken, vertelt hem dat een voormalige gevangene aan hem heeft verteld dat hij verkracht werd door gevangenisbewaker Gary Munson, deze ontkend echter deze beschuldigingen. Barba vraagt het SVU team om in alle stilte een onderzoek te starten naar een vermoedelijke mensenhandel door Munson en zijn collega's te ondervragen. Nadat Munson gearresteerd is en Barba hem kan gaan aanklagen in de rechtbank, ontdekt hij dat zijn leven wordt bedreigd terwijl de vakbond van de gevangenisbewakers zich met de zaak gaat bemoeien. |                     |                                       |                    |                   | |
| 23. | Heartfelt Passages  | Warren Leight Julie Martin            | Alex Chapple       | 25 mei 2016       | Jack McGee - Allan James Karina Logue - Lisa Munson Brad Garrett - Gary Munson Bill Duke - Ed Pastrino Ramón Franco - Tony Rodriguez Bill Irwin - dr. Peter Lindstrom                                              |
| Lisa, de vrouw van gevangenisbewaker Gary Munson, vraagt Benson om haar te helpen om van hem te kunnen scheiden. Benson gaat dan samen met brigadier Dodds naar het huis van Munson om haar en de kinderen daar weg te halen. Wanneer Benson naar buiten loopt met de kinderen lukt het Gary om een pistool te pakken te krijgen, en Dodds en Lisa te gijzelen. In een gevecht voor het pistool raakt Dodds zwaar gewond en wordt met spoed naar het ziekenhuis gebracht. Hij overleeft de operatie, maar overlijdt alsnog door een beroerte terwijl hij op de ic ligt. Ondertussen vraagt Barba hulp van de SVU nadat hij doodsbedreigingen blijft ontvangen. Tucker bekent aan Benson dat hij overweegt op te stappen bij interne zaken, om een baan te aanvaarden als onderhandelaar bij gijzelingen. Carisi zet zijn plannen om assistent-officier van justitie te worden in de koelkast. |                     |                                       |                    |                   | |